# Keimfarben
Keimfarben GmbH è un'azienda di media grandezza con sede a Diedorf, nei pressi di Augusta. Appartiene al gruppo Leonhard Moll AG ed è un produttore leader a livello mondiale di colori ai silicati. I prodotti Keimfarben sono stati impiegati per tinteggiare edifici come la Casa Bianca, Buckingham Palace, il Teatro dell'opera di Sydney e il Teatro Bolschoi.
Il fondatore dell'azienda Adolf Wilhelm Keim è considerato l'inventore dei colori ai silicati (colori minerali) che alla fine del XIX secolo rivoluzionarono il mondo delle costruzioni e delle pitture.

## Storia

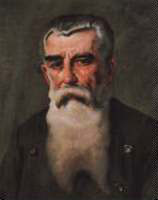
Adolf Wilhelm Keim

Sotto il regno di Ludovico I di Baviera, iniziò nella regione un intenso lavoro di ricerca sul silicato di potassio. Il monarca mostrò grande entusiasmo per la freschezza dei colori degli affreschi ritrovati in Italia settentrionale e desiderava poter ammirare questi splendenti cromatismi tipici dei colori a calce anche in Baviera. Il clima rigido della Germania, tuttavia, non si rivelò appropriato per la tecnica utilizzata in Italia.
L'artigiano e ricercatore Adolf Wilhelm Keim pensò di miscelare il silicato di potassio liquido e pigmenti coloranti minerali, e riuscì così a creare un colore in grado di resistere alle condizioni climatiche presenti a nord delle Alpi e che si distinguesse allo stesso tempo per la sua straordinaria brillantezza. Il segreto della resistenza di questo colore sta nel legame chimico tra il legante e il supporto (silicizzazione). Nel 1878 Keim chiese il brevetto per i suoi colori minerali e pose così le basi per la fondazione dell'odierna azienda Keimfarben GmbH. Il primo stabilimento produttivo fu aperto nelle vicinanze della cava di pietra calcarea a Offenstetten (oggi di proprietà di Abensberg) in Bassa Baviera.

## Struttura del gruppo

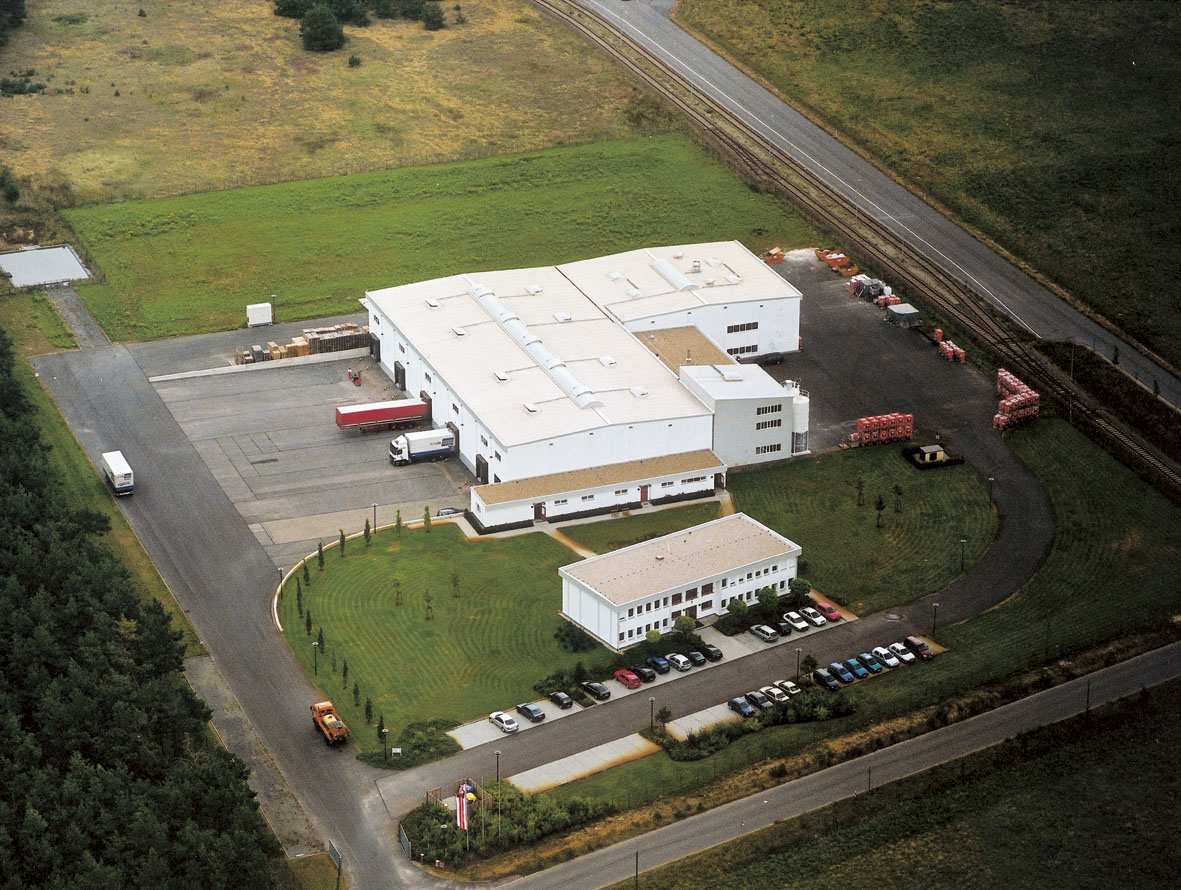
Filiale ad Alteno

Keimfarben possiede due sedi in Germania, precisamente a Diedorf (sede principale) e ad Alteno/Luckau, e conta complessivamente undici società affiliate estere in Europa (Austria, Svizzera, Italia, Francia, Spagna, Paesi Bassi, Regno Unito, Polonia, Repubblica Ceca e paesi scandinavi) e negli Stati Uniti. Nei Paesi in cui Keimfarben non è rappresentata da una propria affiliata, la distribuzione dei prodotti è affidata a rivenditori autorizzati (in Australia, Canada, Cina, Singapore, Malesia e Russia). Il 6 settembre 2012 "Keimfarben GmbH & Co KG" ha cambiato la propria forma giuridica in "Keimfarben GmbH".

## Assortimento di prodotti
Adolf Wilhelm Keim pose la prima pietra per il successo di Keimfarben nel 1878 con il lancio di KEIM Purkristalat, un colore al silicato puro a due componenti. Nel 1962 seguì la seconda generazione dei colori Keim con Keim Granital, la prima pittura ai silicati a dispersione che, a differenza di Purkristalat, è monocomponente e pertanto più facilmente lavorabile. Nel 2002 Keimfarben lanciò sul mercato Keim Soldalit, un colore ai silicati al sol di silice (legante composto da gel di silice e silicato di potassio) che rende l'impiego dei colori ai silicati ancora più universale e semplice.
Keimfarben produce pitture per esterni e interni, intonaci minerali e stucchi a spatola, soluzioni per il restauro e il ripristino delle pietre naturali, sistemi compositi di isolamento termico così come prodotti per il risanamento e la protezione delle superfici in calcestruzzo. Tra i nuovi prodotti in assortimento si distingue un colore ai silicati per le superfici in legno.